# Književnost u 1949.
◄◄ | ◄ | 1946. | 1947. | 1948. | 1949.  | 1950. | 1951. | 1952. | ► | ►►
Arhitektura • Astronautika • Astronomija • Biologija • Film • Fotografija • Glazba • Kazalište • Kemija • Kiparstvo • Knjige • Književnost • Kršćanstvo • Meteorologija • Medicina • Planinarstvo • Politika • Pravo • Promet • Slikarstvo • Strip • Šport • Televizija • Znanost • Zrakoplovstvo • Željeznički promet
Književnost u 1949.

## Svijet

### Književna djela
- Tisuću devetsto osamdeset četvrta Georgea Orwella

### Nagrade i priznanja
- Nobelova nagrada za književnost:

## Hrvatska i u Hrvata

### Smrti
- 24. veljače – Janko Leskovar, hrvatski učitelj i književnik (* 1861.)

## Vanjske poveznice
|  | Zajednički poslužitelj ima još gradiva o temi Književnost u 1949. |